# Unione Sportiva Triestina Calcio 2010-2011
Questa voce raccoglie le informazioni riguardanti l'Unione Sportiva Triestina Calcio nelle competizioni ufficiali della stagione 2010-2011.

## Stagione
La stagione inizia nel segno dell'incertezza in merito al campionato al quale la società potrà partecipare, a seguito della retrocessione della stagione precedente. Inizialmente la Covisoc esclude la Triestina dal campionato di Prima Divisione. Successivamente riammessa al campionato, la squadra è ripescata in Serie B a seguito dell'esclusione dell'Ancona dal campionato per inadempienze. Nel frattempo la squadra viene affidata alla conduzione tecnica di Ivo Iaconi. A livello dirigenziale vi è un avvicendamento per la carica di direttore sportivo: Franco De Falco, dopo cinque stagioni, passa al Piacenza, sostituito da Riccardo Prisciantelli.
La campagna acquisti vede la partenza di tutti i giocatori in prestito sostituiti con molti giovani provenienti dalla Lega Pro; solo con la certezza del ripescaggio vengono acquisiti giocatori di maggiore esperienza come Francesco Lunardini e Robson Toledo. L'ultimo giorno di mercato vede anche il ritorno in squadra di Filippo Antonelli Agomeri, dopo una stagione tra Bari e Torino. Vengono posti fuori rosa Tabbiani (poi ceduto al Pisa), Gorgone, Pani, Cottafava, Princivalli e Cossu. Princivalli sarà successivamente reintegrato in rosa, a settembre
La società decide la chiusura della Tribuna Colaussi. Sugli spalti vuoti, al fine di rendere meno vuota la struttura, viene posto un ampio telone raffigurante una foto con tifosi. L'iniziativa trova eco anche sui quotidiani nazionali, provocando un'ampia discussione.
Il campionato inizia positivamente. Nelle prime nove giornate la squadra subisce una sola sconfitta, a Novara, conquistando due vittorie e, in totale, 12 punti, posizionandosi a metà graduatoria.
Da metà ottobre la squadra incappa in quattro sconfitte consecutive (le prime due con ben 4 gol di scarto). Dopo un breve periodo positivo, con la vittoria contro il Livorno e due pareggi, vi sono altre quattro sconfitte consecutive che portano all'esonero di Ivo Iaconi. Il 23 dicembre 2010 viene nominato nuovo tecnico Sandro Salvioni.
A gennaio viene reintegrato nella rosa anche Marcello Cottafava. Il mercato di riparazione porta agli scambi Miramontes-Toledo e Sabato-Grassi, nonché agli arrivi di Dettori e Taddei.
La situazione in classifica però non migliora con la squadra che sprofonda all'ultimo posto. La squadra sembra risollevarsi nel periodo tra aprile e i primi di maggio, in cui conquista 9 punti in quattro partite, ma le sconfitte con Torino e Vicenza la fanno retrocedere direttamente in Lega Pro.

## Divise e sponsor
Lo sponsor tecnico della società è da questa stagione la Legea. Lo sponsor principale è Fantinel per le gare casalinghe e Testa e Molinaro per quelle esterne.

## Società
Area direttiva
- Presidente: Stefano Fantinel
- Vice Presidente con delega al marketing: Antonino Carnelutti
- Vice Presidente con delega ai rapporti con le istituzioni: Raffaele Bruno
- Vice Presidente con delega ai rapporti con le istituzioni: Luca Visentin
- Amministratore Delegato: Enzo Ferrari
- Direttore Generale: Marco Cernaz
- Direttore Sportivo:Riccardo Prisciantelli

Area organizzativa
- Responsabile amministrativo: Alessandra Dimini
- Dirigente accompagnatore: Dino Lodolo
- Addetto all'arbitro: Tito Rocco
- Segreteria: Stefano Bazzacco
- Team manager: Marco Cernaz

Area Marketing
- Responsabile marketing e affari generali: Ileana Cernaz
- Addetto Stampa: Roberto Urizio

Area tecnica
- Direttore sportivo: Riccardo Prisciantelli
- Allenatore: Sandro Salvioni
- Preparatore atletico: Alessandro Spaggiari
- Preparatore dei portieri: Bruno Fantini

Area sanitaria
- Responsabile sanitario: Dott. Spiridione Krokos
- Medico Sociale: Dott. Michele Luise

## Rosa
| N. |                      | Ruolo | Calciatore                |
| -- | -------------------- | ----- | ------------------------- |
| 1  | Italia (bandiera)    | P     | Roberto Colombo           |
| 2  | Camerun (bandiera)   | C     | Kelvin Ewome Matute       |
| 3  | Italia (bandiera)    | D     | Alessandro Longhi         |
| 4  | Italia (bandiera)    | D     | Riccardo Brosco           |
| 5  | Italia (bandiera)    | D     | Giuseppe Scurto           |
| 6  | Italia (bandiera)    | C     | Francesco Dettori         |
| 7  | Italia (bandiera)    | C     | Davide Bariti             |
| 8  | Ungheria (bandiera)  | C     | Attila Filkor             |
| 9  | Italia (bandiera)    | C     | Filippo Antonelli Agomeri |
| 10 | Italia (bandiera)    | A     | Luigi Della Rocca         |
| 11 | Brasile (bandiera)   | C     | Robson Machado Toledo     |
| 11 | Argentina (bandiera) | C     | Matías Miramontes         |
| 14 | Italia (bandiera)    | C     | Riccardo Gissi            |
| 15 | Italia (bandiera)    | C     | Juri Cisotti              |
| 15 | Italia (bandiera)    | C     | Nicola Princivalli        |
| 16 | Italia (bandiera)    | C     | Alessandro Gherardi       |
| 17 | Argentina (bandiera) | A     | Lucas Longoni             |
| 18 | Italia (bandiera)    | C     | Francesco Lunardini       |

| N. |                    | Ruolo | Calciatore            |
| -- | ------------------ | ----- | --------------------- |
| 19 | Italia (bandiera)  | D     | Rocco Sabato          |
| 20 | Italia (bandiera)  | C     | Alberto Gerbo         |
| 21 | Italia (bandiera)  | C     | Emiliano Testini      |
| 22 | Italia (bandiera)  | A     | Ettore Marchi         |
| 23 | Italia (bandiera)  | P     | Sergio Viotti         |
| 24 | Italia (bandiera)  | A     | Carlo De Micco        |
| 25 | Italia (bandiera)  | D     | Rocco D'Aiello        |
| 27 | Italia (bandiera)  | C     | Riccardo Taddei       |
| 31 | Italia (bandiera)  | D     | Luca Cecchini         |
| 32 | Italia (bandiera)  | A     | Massimiliano Lionetti |
| 36 | Italia (bandiera)  | P     | Marco Franceschin     |
| 40 | Ghana (bandiera)   | A     | Danso Emmanuel        |
| 77 | Italia (bandiera)  | D     | Marco Malagò          |
| 88 | Italia (bandiera)  | D     | Dario D'Ambrosio      |
| 90 | Italia (bandiera)  | D     | Marcello Cottafava    |
| 91 | Brasile (bandiera) | P     | Jefferson Trazzi      |
| 99 | Italia (bandiera)  | A     | Denis Godeas          |
|    | Italia (bandiera)  | D     | Davide Grassi         |

## Calciomercato

### Sessione estiva(dall'1/7 all'1/9)
| Arrivi | Arrivi                    | Arrivi         | Arrivi                           |
| R.     | Nome                      | da             | Modalità                         |
| ------ | ------------------------- | -------------- | -------------------------------- |
| P      | Roberto Colombo           |                | svincolato                       |
| P      | Jefferson Trazzi          | Chievo         | definitivo                       |
| P      | Sergio Viotti             | Brescia        | comproprietà                     |
| D      | Riccardo Brosco           | Roma           | riscatto comproprietà            |
| D      | Rocco D'Aiello            | Gela           | comproprietà                     |
| D      | Andrea Ferrato            | Gubbio         | definitivo                       |
| D      | Alessandro Longhi         | Feralpisalò    | definitivo                       |
| D      | Marco Malagò              | Chievo         | prestito                         |
| C      | Filippo Antonelli Agomeri | Bari           | definitivo                       |
| C      | Davide Bariti             | Carrarese      | definitivo                       |
| C      | Attila Filkor             | Milan          | prestito                         |
| C      | Alberto Gerbo             | Inter          | prestito                         |
| C      | Alessandro Gherardi       | Pergocrema     | definitivo                       |
| C      | Francesco Lunardini       | Parma          | prestito                         |
| C      | Kelvin Ewome Matute       | Udinese        | prestito                         |
| C      | Chukwuemeka Ojiakor       | Udinese        | definitivo                       |
| C      | Robson Machado Toledo     | Ravenna        | prestito con diritto di riscatto |
| C      | Ricardo Vilar             | Udinese        | comproprietà                     |
| A      | Carlo De Micco            | Chievo         |                                  |
| A      | Lucas Longoni             |                | svincolato                       |
| A      | Massimiliano Lionetti     | Trieste Calcio | definitivo                       |
| A      | Ettore Marchi             | Portogruaro    | fine prestito                    |

| Partenze | Partenze              | Partenze       | Partenze      |
| R.       | Nome                  | a              | Modalità      |
| -------- | --------------------- | -------------- | ------------- |
| P        | Alex Calderoni        |                | svincolato    |
| P        | David Dei             |                | svincolato    |
| P        | Riccardo Durandi      | Lecco          | prestito      |
| D        | Thierry Audel         |                | svincolato    |
| D        | Riccardo Colombo      | Torino         | fine prestito |
| D        | Daniele Magliocchetti | Cagliari       | fine prestito |
| D        | Alain Nef             | Udinese        | fine prestito |
| C        | Roberto D'Aversa      |                | svincolato    |
| C        | Adrian Piț            | Roma           | fine prestito |
| C        | Luca Tabbiani         | Pisa           | definitivo    |
| C        | Ricardo Vilar         | Como           | prestito      |
| A        | Cristian Pasquato     | Juventus       | fine prestito |
| A        | Jaroslav Šedivec      |                | svincolato    |
| A        | Sodinha               | Udinese        | fine prestito |
| A        | Luca Siligardi        | Inter          | fine prestito |
| A        | Marko Stanković       | Austria Vienna | fine prestito |
| A        | Francesco Volpe       | Livorno        | fine prestito |

### Sessione invernale(dal 3/1 al 31/1)
| Arrivi | Arrivi            | Arrivi    | Arrivi     |
| R.     | Nome              | da        | Modalità   |
| ------ | ----------------- | --------- | ---------- |
| D      | Davide Grassi     | Sorrento  | definitivo |
| C      | Francesco Dettori | Chievo    | prestito   |
| C      | Matías Miramontes | Cremonese | prestito   |
| C      | Riccardo Taddei   | Brescia   | definitivo |

| Partenze | Partenze              | Partenze  | Partenze      |
| R.       | Nome                  | a         | Modalità      |
| -------- | --------------------- | --------- | ------------- |
| C        | Alessandro Gherardi   |           | svincolato    |
| C        | Kevin Matute          | Udinese   | fine prestito |
| C        | Chukwuemeka Ojiakor   | Lazio     | definitivo    |
| C        | Claudio Pani          | Lucchese  | prestito      |
| C        | Robson Machado Toledo | Cremonese | prestito      |

## Risultati

### Campionato

#### Girone di andata
| Arbitro: | Cervellera (Taranto) |

|               |           |           |
| Lunardini 62’ | Marcatori | 51’ Torri |

| Arbitro: | Calvarese (Teramo) |

|                               |           |  |
| P.A. González 70’ Bertani 82’ | Marcatori |  |

| Arbitro: | Palazzino (Ciampino) |

|           |           |  |
| Marchi 9’ | Marcatori |  |

| Arbitro: | Corletto (Castelfranco Veneto) |

|             |           |             |
| Coralli 10’ | Marcatori | 33’ Testini |

| Trieste 18 settembre 2010, ore 15:00 CEST 5ª giornata | Triestina             | 0 – 0 referto | Padova | Stadio Nereo Rocco (4.546 spett.)\| Arbitro: \| Ruini (Reggio Emilia) \| |
| Arbitro:                                              | Ruini (Reggio Emilia) |               |        |                                                                          |

| Arbitro: | Tommasi (Bassano del Grappa) |

|                 |           |                               |
| Pasquato 8’ 21’ | Marcatori | 68’ Godeas 88’ (rig.) Testini |

| Arbitro: | Pinzani (Empoli) |

|                                    |           |  |
| Godeas 22’ Marchi 86’ Filkor 90+2’ | Marcatori |  |

| Trieste 9 ottobre 2010, ore 18:00 CEST 8ª giornata | Triestina          | 0 – 0 referto | Siena | Stadio Nereo Rocco (5.542 spett.)\| Arbitro: \| Calvarese (Teramo) \| |
| Arbitro:                                           | Calvarese (Teramo) |               |       |                                                                       |

| Arbitro: | Merchiori (Ferrara) |

|                             |           |                       |
| Guzmán 20’ Cacia 36’ (rig.) | Marcatori | 17’ Godeas 24’ Marchi |

| Arbitro: | Velotto (Grosseto) |

|  |           |                                              |
|  | Marcatori | 36’ 67’ Bonazzoli 75’ Missiroli 76’ N. Viola |

| Arbitro: | Baratta (Salerno) |

|                                                        |           |  |
| E. Pisano 34’ Carrozza 48’ Buzzegoli 56’ Cellini 90+1’ | Marcatori |  |

| Arbitro: | Ostinelli (Como) |

|                 |           |  |
| Santoruvo 90+2’ | Marcatori |  |

| Arbitro: | Gallione (Alessandria) |

|  |           |          |
|  | Marcatori | 81’ Doni |

| Arbitro: | Doveri (Roma) |

|             |           |                                    |
| Dionisi 32’ | Marcatori | 28’ Longhi 48’ Godeas 81’ Gherardi |

| Trieste 13 novembre 2010, ore 15:00 CET 15ª giornata | Triestina            | 0 – 0 referto | Portogruaro-Summaga | Stadio Nereo Rocco (4.645 spett.)\| Arbitro: \| N. Stefanini (Prato) \| |
| Arbitro:                                             | N. Stefanini (Prato) |               |                     |                                                                         |

| Modena 20 novembre 2010, ore 15:00 CET 16ª giornata | Sassuolo           | 0 – 0 referto | Triestina | Stadio Alberto Braglia (2.085 spett.)\| Arbitro: \| Baracani (Firenze) \| |
| Arbitro:                                            | Baracani (Firenze) |               |           |                                                                           |

| Arbitro: | Nasca (Bari) |

|  |           |            |
|  | Marcatori | 33’ Caridi |

| Arbitro: | Pinzani (Empoli) |

|                                    |           |                    |
| Gabbiadini 6’ 47’ R. Perna 43’ 65’ | Marcatori | 38’ (rig.) Testini |

| Arbitro: | Velotto (Grosseto) |

|  |           |             |
|  | Marcatori | 64’ Sgrigna |

| Arbitro: | Merchiori (Ferrara) |

|                          |           |  |
| Abbruscato 13’ Botta 15’ | Marcatori |  |

| Arbitro: | Ciampi (Roma) |

|                                |           |  |
| Testini 43’ L. Della Rocca 86’ | Marcatori |  |

#### Girone di ritorno
| Arbitro: | Pinzani (Empoli) |

|           |           |                    |
| Cocco 21’ | Marcatori | 33’ L. Della Rocca |

| Arbitro: | Tozzi (Ostia Lido) |

|               |           |              |
| Lunardini 20’ | Marcatori | 59’ S. Motta |

| Pescara 29 gennaio 2011, ore 15:00 CET 24ª giornata | Pescara                        | 0 – 0 referto | Triestina | Stadio Adriatico (6.132 spett.)\| Arbitro: \| Corletto (Castelfranco Veneto) \| |
| Arbitro:                                            | Corletto (Castelfranco Veneto) |               |           |                                                                                 |

| Arbitro: | Baratta (Salerno) |

|                       |           |                 |
| Antonelli Agomeri 35’ | Marcatori | 23’ 75’ Coralli |

| Arbitro: | Doveri (Roma) |

|  |           |            |
|  | Marcatori | 88’ Marchi |

| Arbitro: | Cervellera (Taranto) |

|                                  |           |                            |
| Testini 63’ (rig.) R. Taddei 90’ | Marcatori | 21’ Pasquato 47’ Tamburini |

| Arbitro: | Ciampi (Roma) |

|              |           |                                      |
| Cutolo 45+2’ | Marcatori | 36’ (rig.) Testini 50’ (aut.) Malagò |

| Arbitro: | Tozzi (Ostia Lido) |

|              |           |  |
| Larrondo 75’ | Marcatori |  |

| Arbitro: | Ruini (Reggio Emilia) |

|  |           |             |
|  | Marcatori | 35’ Piccolo |

| Arbitro: | Calvarese (Teramo) |

|            |           |           |
| Acerbi 28’ | Marcatori | 9’ Marchi |

| Arbitro: | Velotto (Grosseto) |

|                |           |             |
| Miramontes 65’ | Marcatori | 87’ De Luca |

| Arbitro: | Tommasi (Bassano del Grappa) |

|                            |           |                         |
| Filkor 82’ R. Taddei 90+3’ | Marcatori | 37’ Masucci 65’ Sansone |

| Arbitro: | Palazzino (Ciampino) |

|                                                                       |           |  |
| Ferreira Pinto 5’ C. Doni 48’ (rig.) Tiribocchi 88’ Bonaventura 90+3’ | Marcatori |  |

| Trieste 9 aprile 2011, ore 15:00 CEST 35ª giornata | Triestina     | 0 – 0 referto | Livorno | Stadio Nereo Rocco (4.002 spett.)\| Arbitro: \| Doveri (Roma) \| |
| Arbitro:                                           | Doveri (Roma) |               |         |                                                                  |

| Arbitro: | Massa (Imperia) |

|              |           |                      |
| Memushaj 47’ | Marcatori | 7’ Marchi 50’ Godeas |

| Arbitro: | Tozzi (Ostia Lido) |

|                               |           |         |
| Testini 38’ (rig.) Godeas 57’ | Marcatori | 74’ Rea |

| Arbitro: | Ciampi (Roma) |

|                        |           |  |
| Sforzini 6’ Caridi 35’ | Marcatori |  |

| Arbitro: | Gallione (Alessandria) |

|                                     |           |                           |
| Godeas 11’ Bariti 20’ R. Taddei 24’ | Marcatori | 25’ Gorini 52’ Gabbiadini |

| Arbitro: | N. Stefanini (Prato) |

|                            |           |  |
| Antenucci 6’ De Feudis 81’ | Marcatori |  |

| Arbitro: | Tozzi (Ostia Lido) |

|  |           |                |
|  | Marcatori | 47’ Abbruscato |

| Arbitro: | Baracani (Firenze) |

|                               |           |  |
| Feczesin 23’, 49’ Moretti 36’ | Marcatori |  |

### Coppa Italia
| Arbitro: | Baratta (Salerno) |

|            |           |  |
| Degano 60’ | Marcatori |  |